# Réacteur nucléaire à eau supercritique

Schéma d'un réacteur nucléaire à eau supercritique.

Le réacteur nucléaire à eau supercritique (RESC) (en anglais, SuperCritical Water Reactor : SCWR) est un concept de réacteur nucléaire avec un caloporteur à base d'eau mais dans un état supercritique.
Il est évalué puis retenu dans le cadre du Forum International Génération IV.

## Principe de fonctionnement
L'eau permettant le refroidissement du réacteur est dans un état supercritique (à la fois gazeux et liquide), c’est-à-dire à une température supérieure à 374 °C et sous une pression supérieure à 221 bar. Ce choix permet d'avoir un rendement de 45 % au lieu de 35 % environ pour les réacteurs REP ou REB. L'eau supercritique est déjà utilisée dans les centrales à charbon.
Ce type de réacteur peut utiliser deux types de combustibles, de l'oxyde d'uranium ou du combustible MOX. Dans le premier cas, des éléments modérateurs doivent être ajoutés dans le réacteur.

## Sécurité
Le comportement de l'eau supercritique en présence d'irradiations n'est pas connu. 